# Sturm-Angst
Sturm-Angst (Originaltitel: Storm Fear) ist ein US-amerikanischer Spielfilm von Cornel Wilde aus dem Jahr 1955. Das Drehbuch wurde von Horton Foote nach dem Roman von Clinton Seeley geschrieben. Seine Premiere feierte der Film am 16. Dezember 1955 in den USA. In die deutschen Kinos kam er im März 1957.

## Handlung
Der erfolglose Schriftsteller Fred lebt mit seiner Frau Elisabeth und dem gemeinsamen Sohn David in einer einsamen Hütte in den Bergen. Der mürrische Fred ist unzufrieden mit seinem Leben und gesundheitlich angeschlagen, seinen Frust lässt er gerne an seiner Familie aus. Unerwartet bekommt die Familie Besuch von Freds jüngerem Bruder Charlie, dessen Begleiter Benjie und der jungen Edna. Charlie wurde angeschossen, Elisabeth entfernt die Kugel aus der Wade des Mannes. Da es zu heftigen Schneefällen gekommen ist, kann die Gruppe die Hütte nicht verlassen. Aus dem Radio erfahren Elisabeth und Fred von einem Überfall auf die Nationalbank, bei der ein Angestellter getötet wurde, die Beschreibung der flüchtenden Täter passt auf Charlie und seine Begleiter. Fred verabscheut seinen nichtsnutzigen Bruder, der zudem noch der ehemalige Liebhaber seiner Frau und der leibliche Vater Davids ist. Durch die Enge in der Hütte kommt es zu Spannungen zwischen den Anwesenden.
Charlie gewinnt zunehmend das Vertrauen des Jungen. Am nächsten Morgen kommt unerwartet der Knecht Hank auf die Hütte. Elisabeth wimmelt den jungen Mann ab, ohne dass dieser von der Anwesenheit der Verbrecher erfährt. Charlie verteidigt sein verbrecherisches Handeln gegenüber David mit einer Geschichte aus seiner Kindheit und der Behauptung, in der Vergangenheit ständig unschuldig bestraft worden zu sein. Als David am Morgen erkennt, das Fred aufgebrochen ist, um die Polizei zu alarmieren, erklärt er sich bereit, Charlie, Benjie und Edna über den Berg zu führen. Edna wird mit einer Verletzung nach einem Streit mit Benjie von den Gangstern zurückgelassen. Als Benjie die rettende Straße entdeckt, will er Charlie ermorden. David greift ein, in dem Handgemenge gelingt es dem Jungen, an den Revolver zu gelangen und Benjie zu erschießen. Zwischenzeitlich hat Hank den im Schnee erfrorenen Fred entdeckt und nach einem Gespräch mit Elisabeth die Verfolgung der Gangster aufgenommen. In dem Handgemenge mit Benjie hat sich David eine Rippe gebrochen und kann nicht weiter gehen. Charlie trägt den Jungen in eine kleine Berghütte und versorgt ihn. Als er seine Flucht fortsetzen will und die Hütte verlässt, wird er von Hank angeschossen. Bevor Charlie im Krankenhaus verstirbt, gesteht der Verbrecher seinem Sohn, dass die Geschichte aus seiner Jugend gelogen war und er nie unschuldig verurteilt wurde.

## Rezeption
Der Filmdienst bewertete das Werk als „Mit finsterer Dramatik überladener Gangsterfilm“.

## Synchronisation
| Rolle           | Schauspieler   | Synchronsprecher      |
| --------------- | -------------- | --------------------- |
| Charlie Blake   | Cornel Wilde   | Horst Niendorf        |
| David           | David Stollery | Roland Kaiser         |
| Edna            | Lee Grant      | Gisela Trowe          |
| Elizabeth Blake | Jean Wallace   | Sigrid Lagemann       |
| Fred Blake      | Dan Duryea     | Wolf Martini          |
| Benjie          | Steven Hill    | Ralph Lothar          |
| Hank            | Dennis Weaver  | Gert Günther Hoffmann |
| Radiosprecher   | Chet Huntley   | Heinz Petruo          |